# لو والاس

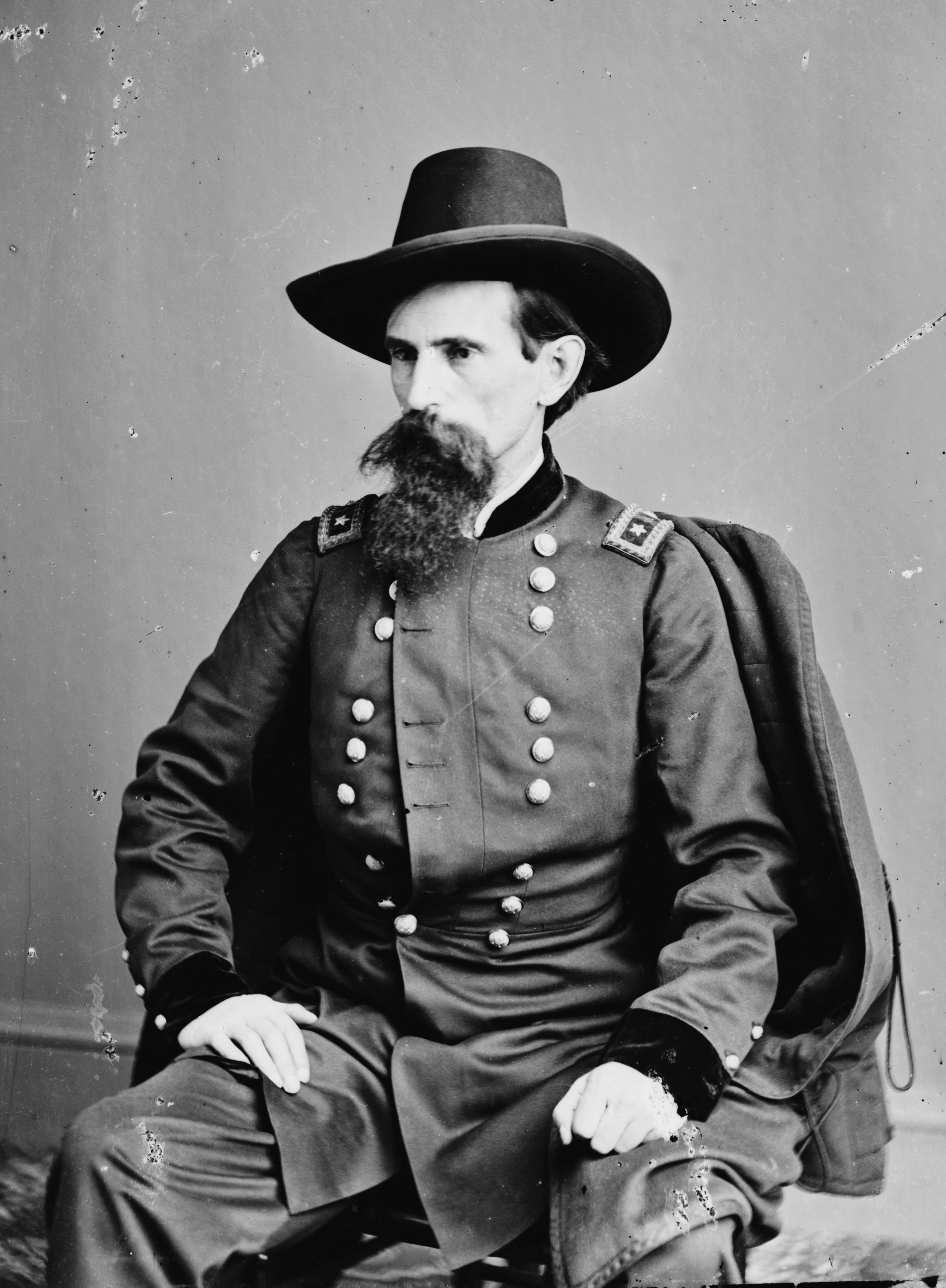
لويس والاس

لويس والاس (بالإنجليزية: Lew Wallace)‏ ويعرف أيضا باسم لو والاس (1827 – 1905) جندي ومحامي ودبلوماسي أمريكي وكاتب قصص تاريخية مثل بن هور.
ولد والاس في 10 ابريل 1827 في بروكفيل في إنديانا وكان ابن حاكمها ديفد والاس، وترك المدرسة في سن 16 سنة، وأصبح ناشطا في مكتب كتاب المحافظة، وكان يقرا الأدب في وقت فراغه ويدرس القانون في مكتب أبيه.
ذهب ليتطوع في الحرب المكسيكية (1846 –48) وفي عام 1849 كان محاميا في إنديانابوليس حيث تم وضعه في سجل المحاماة. وفي الحرب الأهلية حارب مع الاتحاد برتبة لواء للمتطوعين ورأس محكمة التحقيق التي حققت في سلوك الجنرال الاتحادي د س بيول وأدانت الجنرال الجنوبي هنري ويرز آمر سجن أندرسونفيل في جورجيا وكان ضمن المحكمة التي حاكمت المتهمين في اغتيال أبراهام لينكون.
في عام 1865 تقاعد من الجيش وعاد للقانون حيث أخذ منصبين بتعيين رئاسي ما حاكم مقاطعة نيومكسيكو (1878 –81) ثم وزير مفوض إلى تركيا (1881 – 85) حيث منحه السلطان وساما، وعاد لإنديانا حيث مات يوم 15 فبراير 1905 في كروفوردفيل.
رغم أنه كتب الشعر والمسرحيات إلا أن شهرته أتت من الروايات التاريخية ومن هذه الروايات:
- الإله الجميل (1873) وتحكي عن احتلال المكسيك.
- أمير الهند (1893) عن اليهودي التائه والإمبراطورية البيزنطية.
- بن هور: حكاية عن المسيح (1880) وهي تحكي عن مجيء المسيح وترجمت للغات عدة وحولت لمسرحية وفيلم عام 1927 وأعيد إنتاجه كفيلم ضخم عام 1959 من بطولة تشارلتون هيستن.
- تم نشر سيرة ذاتية له بعد مماته عام 1906.

## نشأته وتعليمه
وُلد لويس «لو» والاس في 10 أبريل 1827، في بروكفيل، إنديانا. كان الثاني بين أربعة أبناء لإستير فرنش والاس (لقبها قبل الزواج تست) وديفيد والاس. تخرج والد لو من الأكاديمية العسكرية الأمريكية في ويست بوينت، نيويورك، وغادر الجيش في عام 1822 وانتقل إلى بروكفيل، حيث زاول المحاماة ودخل السياسة في إنديانا. خدم ديفيد في الجمعية العامة لإنديانا وأصبح بعد ذلك نائب حاكم الولاية، ثم حاكم الولاية، وعضوًا في الكونغرس. كان جد لو والاس من ناحية أمه قاضي محكمة الدائرة وعضو الكونغرس جون تست.
في عام 1832، انتقلت العائلة إلى كوفينغتون، إنديانا، حيث توفيت والدة لو بمرض السل في 14 يوليو 1834. وفي ديسمبر 1836، تزوج ديفيد بزيريلدا غراي ساندرز والاس البالغة من العمر تسعة عشر عامًا، والتي أصبحت فيما بعد داعية لحق النساء في التصويت وعضوًا في حركة الاعتدال. في عام 1837، بعد انتخاب ديفيد حاكمًا لولاية إنديانا، انتقلت العائلة إلى إنديانابوليس.
بدأ ليو تعليمه الرسمي بعمر السادسة في مدرسة عامة في كوفينغتون، لكنه كان يفضل الهواء الطلق. كان والاس يتمتع بموهبة في الرسم ويحب القراءة، لكنه كان يعاني من مشكلة في الانضباط ضمن المدرسة. في عام 1836، في سن التاسعة، انضم لو إلى شقيقه الأكبر في كروفوردسفيل، إنديانا، حيث ارتاد قسم المدرسة الإعدادية في كلية واباش لفترة وجيزة، لكنه سرعان ما انتقل إلى مدرسة أخرى أكثر ملاءمة لعمره. في عام 1840، عندما كان والاس في الثالثة عشرة من عمره، أرسله والده إلى أكاديمية خاصة في سنترفيل، إنديانا، حيث شجع معلمه ميل لو الطبيعي للكتابة. وعاد والاس إلى إنديانابوليس في العام التالي.
بدأ لو البالغ من العمر ستة عشر عامًا بالعمل لكسب أجره الخاص في عام 1842، بعد أن رفض والده دفع المزيد من المال لأجل التعليم. وجد والاس وظيفة نسخ السجلات في مكتب كاتب مقاطعة ماريون وعاش في سكن بإنديانابوليس. وانضم أيضًا إلى بنادق ماريون، وهي وحدة ميليشيا محلية، وبدأ بكتابة روايته الأولى، الإله الجميل، لكنها لم تنشر حتى عام 1873. وقال والاس في سيرته الذاتية إنه لم يكن عضوًا في أي دين منظم، لكنه يؤمن «بالمفهوم المسيحي عن الإله».
بحلول عام 1846، في بداية الحرب المكسيكية الأمريكية، كان والاس البالغ من العمر تسعة عشر عامًا يدرس القانون في مكتب والده القانوني، لكنه تركه بهدف إنشاء مكتب تجنيد لمتطوعي ماريون في إنديانا بوليس. عُيّن برتبة ملازم ثانٍ، وفي 19 يونيو 1846، اقتيد إلى الخدمة العسكرية مع متطوعي ماريون (المعروف أيضًا باسم السرية إتش، مشاة المتطوعين الأولى في إنديانا). رُقي والاس إلى منصب مساعد فوج ورتبة ملازم أول في أثناء خدمته في جيش زكاري تايلور، لكن والاس لم يشارك في القتال بشكل شخصي. ثم أخرج والاس من الخدمة التطوعية في 15 يونيو 1847، وعاد إلى إنديانا، حيث كان ينوي مزاولة المحاماة. بعد الحرب، قام والاس وويليام ب. غرير بإدارة صحيفة تابعة لحزب الأرض الحرة، اسمها ذا فري سويل بانر، في إنديانابوليس.

## الزواج والأسرة
في عام 1848 التقى والاس بسوزان أرنولد إلستون في منزل هنري سميث لين في كروفوردسفيل، الذي كان القائد السابق لوالاس خلال الحرب المكسيكية. وكانت سوزان ابنة الرائد إسحاق كومبتون إلستون، وهو تاجر ثري من كروفوردسفيل، وماريا أكين إلستون، التي كانت عائلتها من الكويكرز من شمال ولاية نيويورك. قبلت سوزان عرض زواج والاس عام 1849، وتزوجا في كروفوردسفيل في 6 مايو 1852. كان لوالاس ابن وحيد هو هنري لين والاس، الذي ولد في 17 فبراير 1853.

## مشواره المهني المبكر في المحاماة والجيش
دخل والاس نقابة المحامين في فبراير 1849، وانتقل من إنديانا بوليس إلى كوفينغتون، إنديانا، حيث أسس مكتبًا للمحاماة. وفي عام 1851، انتُخب والاس المدعي العام للدائرة الانتخابية الأولى في إنديانا، لكنه استقال في عام 1853 ونقل عائلته إلى كروفوردسفيل، في مقاطعة مونتغومري، إنديانا. استمر والاس في ممارسة المحاماة وانتُخب بصفته ديمقراطيًا في مجلس الشيوخ في إنديانا عام 1856 مدة عامين. منذ عام 1849 حتى عام 1853، كان مكتبه في مبنى كاتب مقاطعة فاونتن.
في أثناء عيشه في كروفوردسفيل، نظم والاس ميليشيات الحرس المستقلة لكروفوردسفيل، التي سُميت فيما بعد بحرس مونتغومري. خلال شتاء 1859-1860، بعد القراءة عن وحدات النخبة في الجيش الفرنسي في الجزائر، تبنى والاس زي الزواف ونظام تدريبهم للمجموعة. وشكل حراس مونتغومري في وقت لاحق أساس قيادته العسكرية الأولى، مشاة المتطوعين الحادية عشرة في إنديانا، خلال الحرب الأهلية الأمريكية.

## خدمته خلال الحرب الأهلية
أصبح والاس –الذي كان مؤيدًا بشدة للاتحاد- عضوًا في الحزب الجمهوري، وبدأ حياته العسكرية بعد وقت قصير من الهجوم الكونفدرالي على حصن سمتر بكارولاينا الجنوبية، في 12 أبريل عام 1861. طلب حاكم إنديانا الجمهوري أوليفر ب. مورتون من والاس المساعدة في تجنيد متطوعي إنديانا في جيش الاتحاد. ووافق والاس، الذي سعى أيضًا إلى قيادة عسكرية، على أن يصبح رئيس إدارة الجيش للولاية بشرط أن يُعطى قيادة فوج من اختياره. اكتملت حصة إنديانا من ست وحدات أفواج خلال أسبوع، وتولى والاس قيادة فوج مشاة المتطوعين الحادي عشر في إنديانا، الذي ضُم إلى جيش الاتحاد في 25 أبريل 1861. وتلقى والاس تفويضه الرسمي كعقيد في جيش الاتحاد في اليوم التالي.
في 5 يونيو 1861، ذهب والاس مع فوج إنديانا الحادي عشر إلى كمبرلاند، ماريلاند، وفي 12 يونيو، ربح الفوج معركة صغيرة في رومني، فيرجينيا، (في فيرجينيا الغربية حاليًا). وعززت هذه المعركة الروح المعنوية لقوات الاتحاد وأدت إلى الإخلاء الكونفدرالي من هاربرز فيري في 18 يونيو. وفي 3 سبتمبر 1861، رُقي والاس إلى رتبة عميد في جيش المتطوعين الأمريكي وأعطي قيادة لواء.

## روابط خارجية
- لو والاس على موقع IMDb (الإنجليزية)
- لو والاس على موقع الموسوعة البريطانية (الإنجليزية)
- لو والاس على موقع ميوزك برينز (الإنجليزية)
- لو والاس على موقع قاعدة بيانات برودواي على الإنترنت (الإنجليزية)
- لو والاس على موقع إن إن دي بي (الإنجليزية)
- لو والاس على موقع ديسكوغز (الإنجليزية)
- لو والاس على موقع قاعدة بيانات الفيلم (الإنجليزية)